# Kenta Hasegava
Kenta Hasegava (japonsko 長谷川 健太), japonski nogometaš in trener, 25. september 1965.
Za japonsko reprezentanco je odigral 27 uradnih tekem.